# كشكوه
كشكوه (بالفارسية: كشكوه) (بالإنجليزية: Koshkuh)‏، قرية في ناحية صحراء باغ (بالفارسية: بخش صحراى باغ)، قسم صحراء باغ الريفي، مقاطعة لارستان، محافظة فارس، إيران. يبلغ عدد سكانها حسب إحصاء عام 2006 ميلادية 124 نسمة في 28 عائلة.